# Río del Oso (Utah)

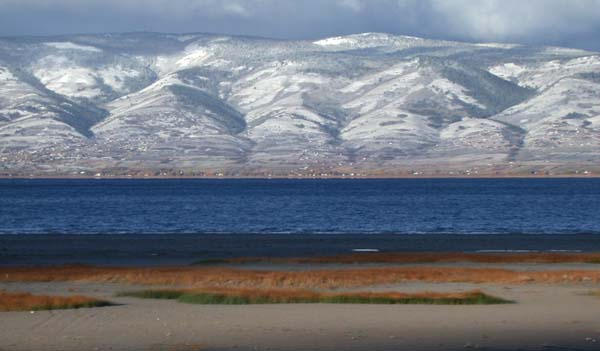
El lago Bear, cuyas aguas acaba drenando el río Bear.

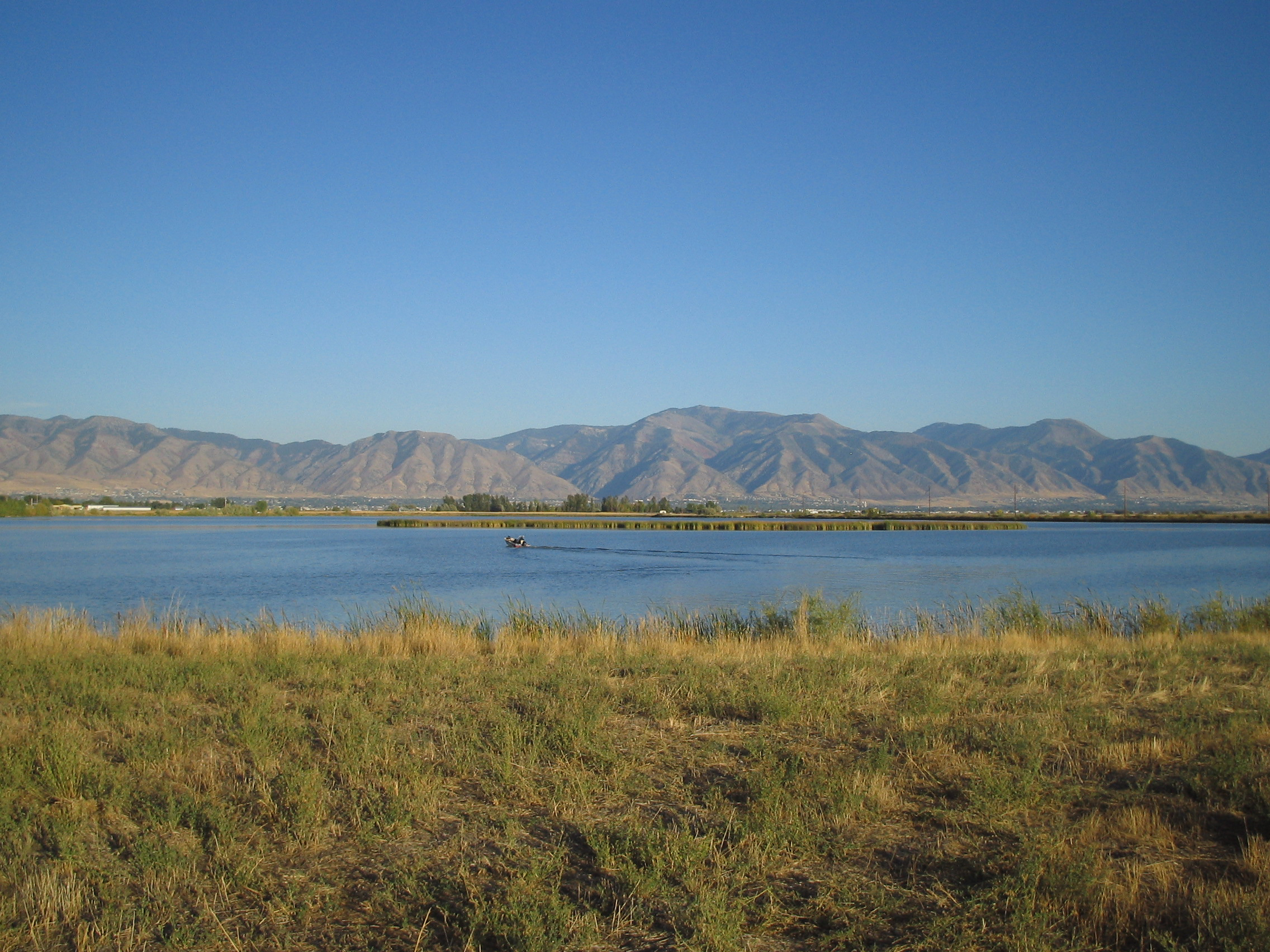
El embalse Cutler, en el tramo final del río Bear.

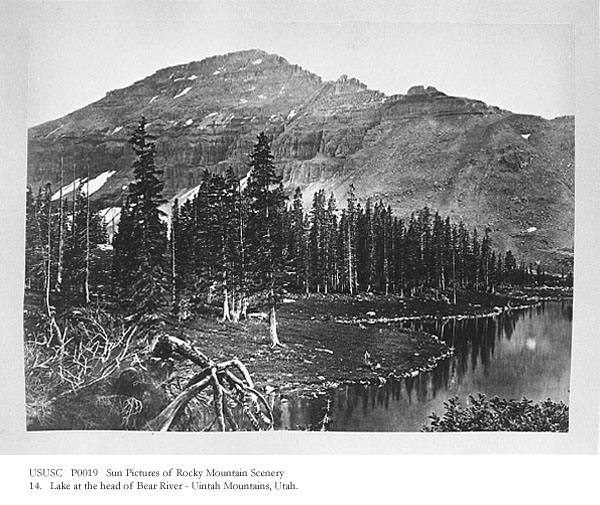
Lago en la cabecera del río Bear, montes Uintah, Utah "Sun Pictures of Rocky Mountain Scenery" Photograph Collection, 1868-1870

El río Bear (en inglés: Bear River, que en español significa literalmente «rio Oso» o «río del Oso») es un largo río del Oeste de Estados Unidos, el principal colector de la cuenca endorreica del Gran Lago Salado, que drena una zona montañosa y los valles agrícolas situados al este del lago y al suroeste de la meseta del río Snake. Tiene una longitud de 790 km y drena una cuenca de 18.197 km², similar a países como Israel, Eslovenia o Kuwait.
Administrativamente, el río discurre por los estados de Wyoming, Idaho y Utah.

## Geografía
El curso del río Bear describe esencialmente una gran U invertida, bordeando, por el extremo norte, la cordillera Wasatch (Wasatch Range).
El río Bear nace en el noreste del estado de Utah, de la confluencia de varios ramales cortos que discurren por la vertiente septentrional de las montañas Uinta, en el suroeste del condado de Summit, dentro del bosque Nacional Wasatch (Wasatch National Forest). El río discurre en dirección norte, saliendo pronto de Utah e internándose en el estado de Wyoming, en el que atravesará la esquina suroeste. El río tiene un discurrir con muchos meandros y revueltas, propio de los ríos de llanura. Llega pronto a la ciudad de Evanston (11.507 hab. en 2000) y sigue hacia el norte, serpenteando por el lado occidental de Wyoming hasta llegar al embalse de Woodruff Narrows. 
El río vira hacia el este y abandona Wyoming, regresando a Utah, cerca de la localidad de Woodruff. Vuelve a encaminarse hacia el norte, bordeando el pico Rex por su vertiente occidental. Pasa por Randolph y sigue su discurrir norte, un poco noreste, regresando de nuevo a Wyoming. Sigue el mismo rumbo, pasando por Cokeville (506 hab.), a los pies de Punta Rocky. Vira un poco hacia el Noroeste, abandonando Wyoming para entrar en el estado de Idaho. El río gira hacia el este y describe un par de curvas cerradas para atravesar el Border Summit. En una de las curvas llega a la pequeña localidad de Pegram y luego a Harer. El río Bear alcanza el valle del lago Bear (Bear Lake Valley) y vuelve a dirigirse hacia el noreste, bordeando la vertiente oriental de la cordillera Río Bear (Bear River Range), una estribación de la cordillera Wasatch. Pasa después por la localidad de Montpelier (2.785 hab.), justo al recibir al corto río (Bear Lake Outlet River) que evacua el lago Bear, un gran lago de unos 30 km de longitud y una superficie de 280 km². Sigue el río por el valle virando hacia el oeste, hasta llegar a la localidad de Soda Springs (3.381 hab.), pasada la cual el río entra en un tramo en el que está represado, el del embalse Alexander. 
Después del embalse, en el extremo norte de la cordillera Río Bear, el río vira bruscamente hacia el sur, discurriendo por el lado oriental de la cordillera. Pasa por las pequeñas localidades de Grace y Thatcher y llega a otro embalse, el de Oneida Narrows, en un tramo en el que discurre por un valle muy encajado. Luego sale de nuevo a un amplio valle, el valle Cache, que se extiende al norte de Logan (42.670 hab.). El río continua en dirección sur, pasando por Preston (4.682 hab.) antes de regresar de nuevo a Utah, esta vez por su lado septentrional. El río entra ya en su tramo final, al sur de Cornish (259 hab.) y al norte de Newton (699 hab.), un tramo en el que describe muchos meandros y que tiene muchos antiguos meandros abandonados (pequeños lagos en herradura u «oxbow lake»). Continua aguas abajo y llega un nuevo tramo represado, el del embalse de Cutler, donde recibe, procedente del sur, al río Little Bear (Little Bear River). El río Bear deja el embalse de Cutler por una pequeña garganta en el lado occidental y fluye de nuevo al sur, discurriendo por el valle del río Bear hasta llegar a la ciudad a la que da nombre, Bear River City (750 hab.). Recibe a continuación al río Malad, que llega desde el norte, justo antes de desaguar en el barro de una amplia bahía en el lado oriental del Gran Lago Salado, aproximadamente a unos 16 km al suroeste de la ciudad de Brigham City (17.412 hab.). 
Se cree que en una época el río Bear fue un afluente del río Snake y que los flujos de lava, cerca de Pocatello (Idaho), desviaron su curso hacia lo que entonces era el lago Bonneville.

## Usos y áreas protegidas
El río se utiliza ampliamente para el riego agrario de los valles a través de los que fluye en su curso bajo, en el norte de Idaho y en Utah. 
La parte baja del curso del río, los últimos 16 km, cerca de su delta en el Gran Lago Salado, está protegida como parte de Refugio de Aves Migratorias río Bear (Bear River Migratory Bird Refuge).

## Historia
A principios de siglo XIX el valle del río estaba habitado por la tribu de los shoshone. Los cazadores de pieles de la Compañía de la Bahía de Hudson comenzaron a penetrar en la zona partiendo del río Snake, explorando ya en 1812 la parte sur del río.
Algunos tramos del valle por los que discurre el río Bear fueron utilizados en las rutas históricas al Oeste, tanto la ruta de Oregón como la ruta de California. Los colonos llegaban desde el este desde Fort Bridger y siguiendo el valle del arroyo Little Muddy hasta la Divisoria del Río Bear, cruzando la cordillera para llegar al valle. Ya en el valle del río Bear, lo seguían aguas abajo hasta que el río vira hacia el sur en su tramo final. En ese momento dejaban el río y continuaban en dirección noroeste internándose por el actual estado de Idaho en busca de Fort Hall, ya a orillas del río Snake.
Tras la primera migración de los pioneros mormones en 1847, el valle Cache fue uno de los primeros destinos elegidos para los nuevos asentamientos desde finales de la década de 1840. 
El 29 de enero de 1863, tropas del Ejército de los Estados Unidos atacaron una aldea de invierno de los shoshone en el valle Cache, matando a muchos de sus habitantes. El incidente ha llegado a ser conocido como Masacre del río Bear (Bear River Massacre) (ver Masacre del río Bear).